# Il domani non muore mai
Il domani non muore mai (Tomorrow Never Dies) è un film del 1997 diretto da Roger Spottiswoode.
Si tratta del diciottesimo film di James Bond e il secondo con Pierce Brosnan nei panni dell'agente 007. Oltre a Brosnan i principali interpreti del film sono Jonathan Pryce, Michelle Yeoh e Teri Hatcher.

## Trama
MI6 invia James Bond in Afghanistan per neutralizzare una gang di commercianti d'armi, tra cui il pioniere del tecnoterrorismo Henry Gupta, braccato dall'FBI. Nonostante M insista nel lasciare che 007 finisca la sua azione, l'ammiraglio britannico Roebuck ordina alla fregata HMS Chester di sparare un missile al bazar. Bond poi scopre che su un L-39 Albatross sono montati due missili nucleari ed è costretto a portar via - con non poca difficoltà - il velivolo alcuni secondi prima che il bazar sia distrutto.
Allo stesso tempo, Bond risale così a Elliot Carver, magnate dei media, interessato a distruggere governi e carriere di vip con i suoi servizi. Questi, inoltre, stimola la reazione dell'MI6 in quanto ha intenzione di scatenare una guerra tra Cina e Inghilterra. Intercettandone il segnale GPS, Gupta manda la fregata HMS Devonshire fuori rotta nelle acque territoriali cinesi nel Mar Cinese Meridionale; qui la nave viene distrutta attraverso una nave stealth, invisibile ai radar, che abbatte anche un J-7 jet da combattimento cinese. Il tutto avviene con armi rubate da entrambe le parti per far risultare che ci sia stato un attacco incrociato. Il britannico Ministro della Difesa ordina di spostare la flotta per recuperare la fregata e possibilmente rivalersi, lasciando solo 48 ore a M per indagare sul suo affondamento prima di entrare in guerra.
M manda quindi Bond a investigare su Carver dopo che egli ha appena pubblicato articoli sulle ore di crisi prima che l'MI6 ne venisse a conoscenza. Bond giunge ad Amburgo, sede del network, per sedurre la moglie di Carver, Paris, che è anche stata un'ex fidanzata di Bond, al fine di ottenere informazioni che lo aiutino a entrare nel quartier generale di Carver. Qui egli scoprirà che il magnate vuole causare la guerra solo per guadagnare soldi e audience. Bond blocca la trasmissione inaugurale di Carver sulla sua rete satellitare e recupera il codificatore GPS rubato mentre Carver ordina di uccidere Paris e Bond. Paris, comunque, muore per mano di Kaufman, un sicario assoldato dal magnate per uccidere sia lei che 007, e che finisce però per essere eliminato da quest'ultimo.
In una base americana di Okinawa, Bond scopre che l'encoder è stato manomesso e si fa paracadutare nel Mar Cinese Meridionale con una muta subacquea per indagare sul relitto (che si scopre in realtà giacere in acque territoriali vietnamite). Insieme al colonnello Wai Lin, affascinante donna appartenente ai servizi segreti cinesi, esplora la nave affondata e ambedue scoprono uno dei suoi missili da crociera mancanti, ma sono catturati da Stamper - uno scagnozzo di Carver - e trasportati alla sede del network di Saigon. Riescono comunque a fuggire, sia pur avventurosamente, e decidono d'indagare insieme. I due fanno sì che venga contattata la Royal Navy e l'Aeronautica cinese per spiegare le reali intenzioni di Carver, finalizzate a provocare un colpo di stato in Cina in modo da acquisirne l'esclusiva del monopolio mediatico. Bond scopre che Carver, tramite la sua super corazzata nave stealth (invisibile ai radar), intende lanciare un missile sulla Cina in tal modo che i cinesi ritengano che i responsabili dell'attentato siano gli inglesi e muovano guerra al Regno Unito.
Bond e Wai Lin riescono a salire a bordo della nave e la minano di esplosivo, rendendola in questo modo visibile ai radar così che sia gli inglesi che i cinesi capiscano il doppio gioco architettato da Carver. Nello scontro che segue, Bond riesce a uccidere Carver spingendolo verso la grande trivella rotante subacquea che era stata utilizzata per affondare la fregata inglese, e riesce ad eliminare anche Stamper. Dopo aver manomesso il missile, Bond e Wai Lin si gettano in acqua prima che l'esplosione distrugga la nave per poi essere recuperati dalla marina inglese, non prima però di scambiarsi tra loro effusioni amorose.

## Produzione
Il titolo doveva inizialmente essere Tomorrow Never Lies (Il domani non mente mai). A causa di un errore di stampa dovuto alla trasmissione di un fax, il titolo del film divenne Tomorrow Never Dies, e i produttori scelsero di mantenerlo.
Dopo il successo di GoldenEye nel far rivivere la serie di Bond, c'era pressione per ricreare quel consenso nella produzione successiva. Anche lo stesso produttore Michael G. Wilson aveva espresso preoccupazione per le aspettative del pubblico in seguito al successo del precedente capitolo, commentando: «Ti rendi conto che c'è un pubblico enorme e immagino che tu non voglia uscire con un film che in qualche modo possa deludere». Fu il primo film di Bond realizzato dopo la morte di Albert R. Broccoli, il quale era stato coinvolto nella produzione della serie sin dal suo inizio; il film è dedicato alla sua memoria.
La fretta di completare il film portò il budget a 110 milioni di dollari. I produttori non furono in grado di convincere Martin Campbell, il regista di GoldenEye, a tornare; il suo agente disse che «Martin non voleva fare due film di Bond di seguito». Dunque, fu scelto Roger Spottiswoode nel settembre 1996. Spottiswoode rivelò che in passato si era offerto di dirigere un film di Bond, durante l'interregno di Timothy Dalton nel ruolo.

### Sceneggiatura
Come nel caso di molti film precedenti della serie, era necessaria una storia completamente originale poiché non rimanevano altri romanzi o racconti di Ian Fleming da adattare. Il processo di scrittura della sceneggiatura è stato terminato molto tardi a causa di lunghe controversie.
Gli autori iniziali del progetto erano John Cork, Richard Smith e il romanziere Donald E. Westlake. Nel 1995, Westlake scrisse due storie in collaborazione con Wilson, entrambe caratterizzate da un cattivo che progetta di distruggere Hong Kong con esplosivi alla vigilia del trasferimento di sovranità della città alla Cina nel luglio 1997. Westlake utilizzò alcune delle sue idee per un romanzo che completò l'anno successivo — sebbene non sia stato pubblicato fino al 2017 con il titolo Forever and a Death. Il regista Roger Spottiswoode disse che, nel gennaio 1997, anche la MGM aveva una sceneggiatura incentrata sul passaggio di consegne di Hong Kong.
Bruce Feirstein, che aveva lavorato a GoldenEye, scrisse la sceneggiatura iniziale. Feirstein affermò che la sua ispirazione fu la sua esperienza di lavoro con il giornalismo, affermando che mirava a «scrivere qualcosa che fosse radicato in un incubo della realtà». La sceneggiatura di Feirstein fu poi sottoposta a Spottiswoode, che riunì sette sceneggiatori di Hollywood a Londra per fare brainstorming, scegliendo infine Nicholas Meyer per la riscrittura. La sceneggiatura fu elaborata anche da Dan Petrie Jr. e David Campbell Wilson, prima che Feirstein venisse invitato per una rifinitura finale; soltanto Feirstein però mantenne il merito di scrittura nel film e nella pubblicità, mentre Meyer, Petrie e Wilson furono accreditati con Feirstein sul frontespizio del romanzo tratto dal film, novellizzato da Raymond Benson. Mentre molti revisori paragonarono Elliot Carver a Rupert Murdoch, in realtà Feirstein basò il personaggio su Robert Maxwell, la cui morte ricorda quella di Carver.
Wilson dichiarò: «Non avevamo una sceneggiatura pronta per essere girata il primo giorno di riprese», mentre Pierce Brosnan disse: «Avevamo una sceneggiatura che non funzionava in alcune aree». Il Daily Mail riferì di discussioni tra Spottiswoode e i produttori, con il primo a favore della versione di Petrie, e i secondi a puntare su Feirstein per riscriverlo due settimane prima che le riprese iniziassero. Si disse che Jonathan Pryce e Teri Hatcher non furono affatto contenti dei loro nuovi ruoli, causando un'ulteriore riscrittura.

### Cast
- Pierce Brosnan è James Bond, l'agente dell'MI6 007.
- Jonathan Pryce è Elliot Carver, magnate dei media che ha intenzione di provocare una guerra globale al fine di incrementare le vendite e le classificazioni delle sue divisioni di notizie.
- Teri Hatcher è Paris Carver, moglie di Elliot Carver ed ex amante di Bond. Per coprire la gravidanza dell'attrice, fu necessario riprenderla con abiti e inquadrature idonei a celare la maternità.
- Michelle Yeoh è Wai Lin, agente dei servizi segreti cinesi.
- Ricky Jay è Henry Gupta, pioniere del tecnoterrorismo ed esperto di elettronica.
- Götz Otto è Mr. Stamper, scagnozzo di Carver, esperto nella tortura Chakra. L'idea di un avversario di Bond che non sentisse il dolore era stata originariamente pensata per Stamper, ma in seguito si decise di usarla per il cattivo del film successivo, Renard.
- Vincent Schiavelli è il Dr. Kaufman, sicario assoldato da Carver per uccidere Bond e Paris.
- Judi Dench è M, capo dell'MI6.
- Desmond Llewelyn è Q, capo del laboratorio attrezzature del MI6.
- Samantha Bond è Miss Moneypenny, la segretaria di M.
- Colin Salmon è Charles Robinson, l'assistente di Bill Tanner che ha preso temporaneamente il posto del suo superiore.
- Joe Don Baker è Jack Wade, l'agente della CIA già apparso in GoldenEye.
- Geoffrey Palmer è l'ammiraglio Roebuck, contatto militare di M.
- Cecilia Thomsen è Inga Bergstrom, insegnante di danese a Oxford.
- Il produttore Michael G. Wilson appare come consuetudine in un breve cameo, Tom Wallace, uno degli editori del Carver Media Group. In questa occasione, scambia poche parole con Elliot Carver in videoconferenza subito dopo le scene iniziali.

### Riprese
Le varie location descritte nel film sono state in realtà girate in luoghi differenti. Il prologo del film, ambientato al confine tra Afghanistan e Pakistan, è stato in realtà girato sui Pirenei (Peyresourde). Ad Amburgo, la sede europea della IBM è stata trasformata nella finzione scenica nel palazzo sede del Carver Media Group. Altre sequenze ambientate nella città tedesca, sono state riprese in Inghilterra: l'Atlantic Hotel è in realtà un circolo di golf fuori Londra (lo stesso che fu teatro una delle scene più famose della storia della saga, la partita a golf tra 007 e Auric Goldfinger in Agente 007 - Missione Goldfinger), con la suite di Bond che è soltanto una delle sale del circolo trasformata dagli scenografi del film in una camera da letto; l'inseguimento automobilistico nel parcheggio dell'albergo, è stato invece filmato nel parcheggio di un centro commerciale a Brent Cross. L'altro inseguimento della pellicola, quello in motocicletta, venne girato in parte a Ho Chi Minh, in Vietnam, e in parte a Frogmore, a nord-ovest di Londra, dove fu allestita un'apposita struttura per le riprese.

### Gadget

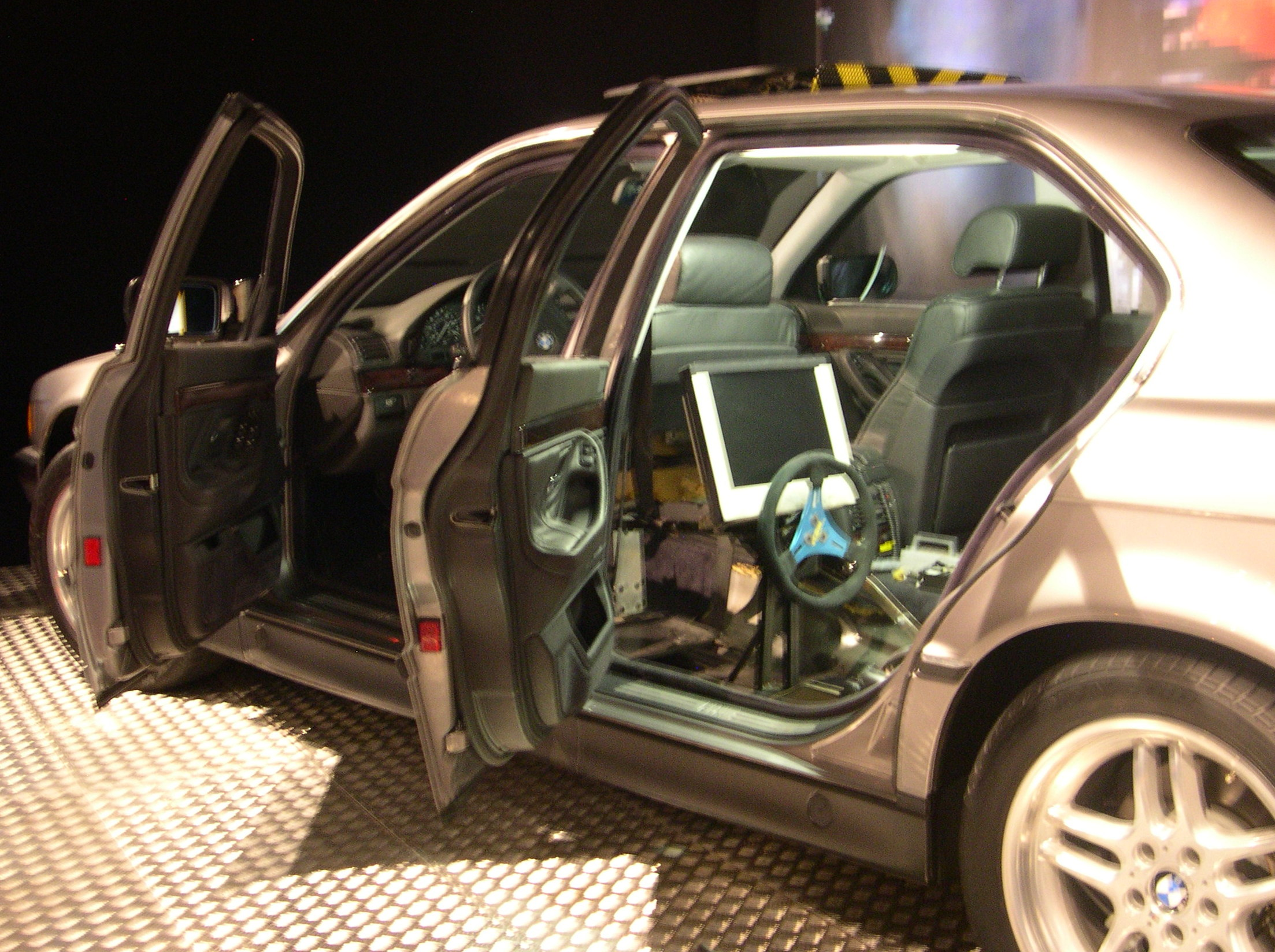
Panoramica dell'interno della speciale BMW Serie 7 guidata da 007 nel film, approntata dalla produzione in modo da simularne la guida a distanza tramite cellulare.

In questa pellicola James Bond utilizza una BMW Serie 7. L'idea di scegliere una berlina al posto delle tradizionali spyder o coupé guidate in passato da 007, fu del regista Roger Spottiswoode, il quale voleva una vettura potente e grande abbastanza da riempirla di gadget (tra cui l'essere comandata a distanza tramite un telefono cellulare Ericsson), oltre a differenziarsi così dai precedenti capitoli della saga; sua fu anche l'idea di "mettere" James Bond sul sedile posteriore della vettura durante l'inseguimento all'interno del parcheggio dell'Atlantic Hotel.
Nel corso del film, Bond si esibisce anche alla guida di una motocicletta, una BMW R1200C. Tale moto, all'epoca delle riprese ancora un modello preserie, nelle scene d'azione è guidata per la maggior parte del tempo dallo stuntman Jean Pierre Goy.

## Colonna sonora
Il compositore inglese David Arnold esordisce in un film di 007, prendendo il posto di Éric Serra. Arnold era salito alla ribalta qualche anno prima, con la realizzazione delle colonne sonore di Stargate (1994) e Independence Day (1996); sempre nel 1996 aveva realizzato il disco Shaken & Stirred, in cui aveva riarrangiato e fatto interpretare le canzoni dei film di James Bond ad alcuni dei più famosi artisti musicali dell'epoca.
L'album ottenne il plauso di John Barry, lo storico compositore della saga bondiana, e fu lo stesso Barry a consigliarlo alla produzione del film. I produttori decisero così di scegliere proprio Arnold per scrivere la nuova colonna sonora (dopo che in un primo momento era stato contattato anche Franck Hermanny); Arnold riportò le musiche al classico "Bond-sound", ma con un pizzico di modernità per attualizzarlo ai tempi.

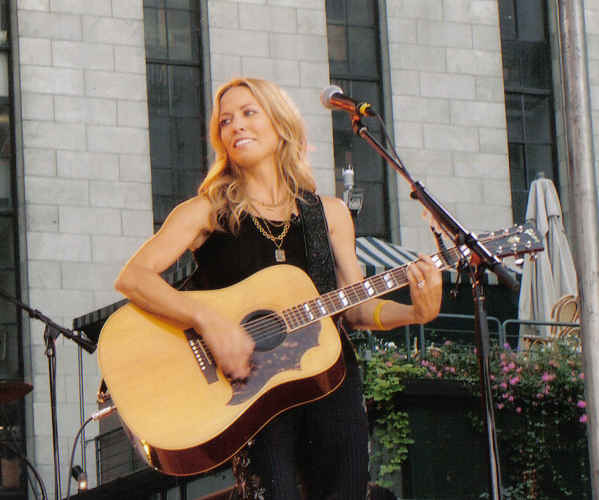
Sheryl Crow ha scritto e interpretato Tomorrow Never Dies, brano che accompagna i titoli di testa dell'omonima pellicola.

Per il film furono scritte diverse canzoni, di cui due con il titolo previsto inizialmente, Tomorrow Never Lies. Lo stesso Arnold compose Surrender (Tomorrow Never Dies), che si può ascoltare sullo scorrere dei titoli di coda e che divenne la traccia vocale della pellicola; le sue note sono infatti presenti nella maggior parte delle tracce della colonna sonora. Questa si rifà ai grandi successi bondiani degli anni 1960 quali Goldfinger, e fu interpretata k.d. lang. Moby creò invece James Bond Theme (Moby's Re-Version), un rifacimento elettronico del classico tema musicale della saga (creato a suo tempo da Monty Norman) – che, sebbene appaia nella raccolta della colonna sonora, non viene mai suonato durante il film. Il brano Tomorrow Never Dies che accompagna i titoli di testa fu infine scritta e interpretata da Sheryl Crow, la quale vinse il concorso internazionale lanciato per scegliere la nuova canzone principale.

## Riconoscimenti
- 1998 - Saturn Awards
  - Miglior attore (Pierce Brosnan)